# 能登半島 (石川さゆりの曲)
「能登半島」（のとはんとう）は、1977年5月10日に発売された石川さゆりのシングルである。

## 概要
シングル盤は日本コロムビアから発売されたが、石川がポニーキャニオン、テイチクエンタテインメントに移籍したため、各社のベストアルバムに収録されている。
紅白では2003年の『第54回NHK紅白歌合戦』で初めて歌唱された。作詞者の阿久悠は「次回はさゆりちゃんの出身地の曲を書いてあげるね」と言って制作したが、石川は熊本県出身であるため、翌1978年発売の「火の国へ」でこの約束が実現された。

## 収録曲
- 両楽曲共に、作詞：阿久悠／作曲・編曲：三木たかし

1. 能登半島（3分42秒）
2. 帰りたくない（3分20秒）

## カバー
- 野村未奈（2016年、アルバム『日本列島 歌巡り〜北信越編〜』収録）
- 市川由紀乃（2018年、アルバム『唄女III〜昭和歌謡コレクション&阿久悠作品集』収録）